# Hersbrucker Alb
Hersbrucker Alb - góry w Bawarii w północnej części Wyżyny Frankońskiej w połowie drogi między Ambergiem a Norymbergą w Środkowej Frankonii i Górnym Palatynacie. Najwyższym wzniesieniem jest Ossinger (651 m n.p.m.). Przedłużeniem Frankenhöhe na północny zachód jest Szwajcaria Frankońska, a na południe Wyżyna Frankońska. 

## Zamki
Liczne zamki są w Szwajcarii Hersbruckiej:
- Pflegeschloss Altdorf
- Zamek w Altdorf
- Zamek w Burgthann
- Zamek Pfinzingów w Feucht
- Zamek Tucherów w Feucht
- Zamek Zeidlerów w Feucht
- Zamek w Hohenstein
- Zamek w Hersbruck
- Zamek w Lauf
- Zamek w Pommelsbrunn
- Zamek w Reichenschwand
- Zamek w Simmelsdorf
- Zamek w Veldenstein
- Zamek w Vorra